# Aphanogmus rufus
Aphanogmus rufus is een vliesvleugelig insect uit de familie van de Ceraphronidae. De wetenschappelijke naam van de soort is voor het eerst geldig gepubliceerd in 1938 door Szelenyi.